# Венце
Венце (нем. Wenze) — бывшая община, а ныне Ортшафт и часть города Клётце в районе Зальцведель земли Саксония-Анхальт, Германия.

## География

### Расположение
Деревня Венце представляет собой расширенный к северу круглоплановый населённый пункт с церковью на центральной площади. Расположена на северной окраине природного парка Дрёмлинг в исторической области Альтмарк. К югу от деревни проходит Среднегерманский канал, ближайшая грузовая гавань находится в Кальверде.

### Состав
В состав ортшафта Венце входят собственно Венце и деревня Кварнебек.

## История

### Средние века — Новое время
Первое упоминание деревни Венце относится к 1394 году как dat halue dorp to wendessem. Согласно документу, Альбрехт фон Альвенслебен и Генрих фон Эйкендорп продали несколько деревень герцогам Брауншвейг-Люнебургским. В 1420 году упоминается как dacz dorff czu wendessem.
После 1394 года деревня вернулась к фон Альвенслебенам и оставалась в их владении до 1818 года. Другая часть деревни принадлежала фон Бартенслебенам (1420—1742), затем фон дер Шуленбургам (1742—1849).
Другие исторические названия:
- 1553 — Wenditz
- 1608 — Wendisse
- 1687 — Wendisse[2]
- 1804 — Wentze[5]

Венце была построена как круглоплановая деревня. Как и во всём регионе, архитектурный облик определяли фахверковые дома. В хрониках упоминаются два разрушительных пожара, уничтоживших почти всю деревню.

### Административная принадлежность
Хронология административных изменений:
- До 1807 — в составе Альтмаркского округа Марка Бранденбург
- 1807—1813 — в Кантон Мисте Королевства Вестфалия
- 1816—1952 — в Крайс Гарделеген
- 1952—1974 — в Крайс Клёце
- 1 января 1974 — включение Кварнебека
- 1 апреля 1974 — включение Триппиглебена
- 1 января 2010 — включение в состав города Клёце[6]

### Население
Динамика численности населения:
| Год  | Население |
| ---- | --------- |
| 1734 | 129       |
| 1801 | 113       |
| 1840 | 264       |
| 1900 | 353       |
| 1939 | 315       |
| 1981 | 688       |
| 2006 | 569       |
| 2023 | 135       |

## Религия
Евангелическая церковная община Венце, ранее принадлежавшая к приходу Иммекат, сейчас входит в церковный округ Зальцведель Евангелической церкви Средней Германии.

## Политика

### Местное самоуправление
С 1 января 2010 года ортсбургомистром является Марко Вилле. Последним бургомистром общины была Ингрид Тиле.
На выборах в ортсрат 9 июня 2024 года все 4 места получила местная группа избирателей «Венце/Кварнебек».

### Герб
Описание герба:
«В зелёном поле серебряная церковь с чёрными контурами, сопровождаемая справа серебряной волнистой полосой, слева вверху — тремя золотыми снопами.»
Цвета: серебристо-зелёные. Автор герба — геральдист Уве Райперт.

## Культура и достопримечательности
- Евангелическая деревенская церковь (1736) — небольшой фахверковый храм[14]
- Памятник павшим в мировых войнах[15]
- Кладбище на северо-западе деревни

## Экономика и инфраструктура
Основное предприятие:
- APV Agrar Produktions- und Verwertungs GmbH (сельскохозяйственное производство)

### Объединения
- Добровольная пожарная команда
- Мужской хор «Полигимния»
- Спортивный клуб «Рот-Вайсс»